# Cubozous
Els cubozous (Cubozoa), anomenats abans cubomeduses (Cubomedusae), són una classe de cnidaris del subfílum dels medusozous, anoments així per la forma cúbica del seu cos. Tenen una certa similitud amb les meduses de la classe dels escifozous. La seva posició taxonòmica no està encara ben definida.
Es tracta d'espècies australianes, filipines i d'altres àrees tropicals. Algunes d'aquestes espècies —com Chironex fleckeri, Carukia barnesi i Malo kingi— produeixen un verí extremadament potent. Els fiblons d'aquestes i altres espècies són molt dolorosos, i poden arribar a ser mortals per a l'home.

## Distribució
Tot i que les espècies de cubomedusa notòriament perilloses estan molt restringides a la regió tropical de la conca Indo-Pacífica, es poden trobar diverses espècies de cubomedusa als oceans tropicals i subtropicals, inclòs l'oceà Atlàntic i la zona oriental de l'oceà Pacífic, amb espècies tant al nord com Califòrnia, el mar Mediterrani (per exemple, Carybdea marsupialis) i Japó (com Chironex yamaguchii), i tant al fins al sud com Sud-àfrica (per exemple, Carybdea branchi) i Nova Zelanda (com Copula sivickisi).

## Anatomia

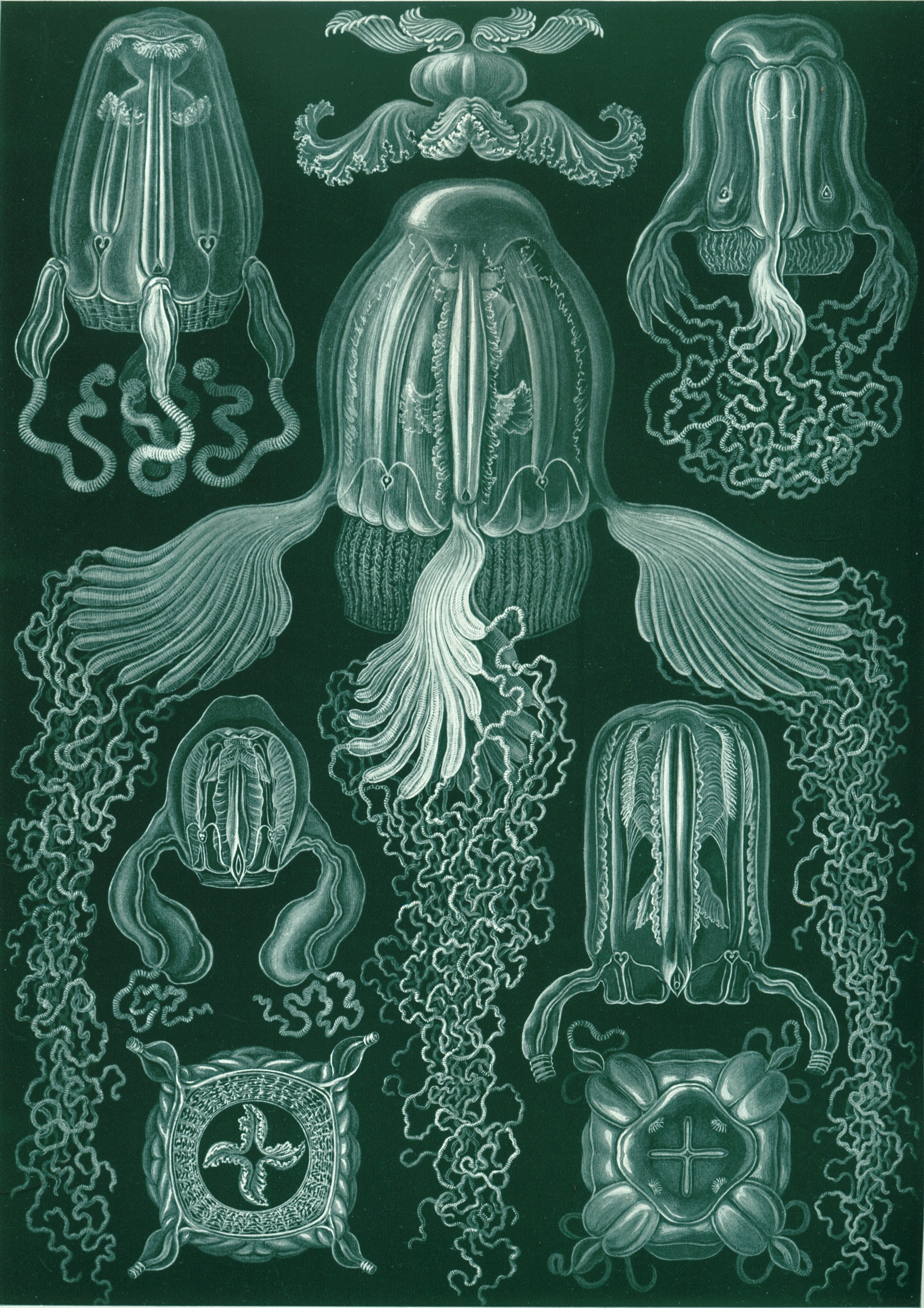
"Cubomedusae", from Ernst Haeckel's Kunstformen der Natur, 1904

Té forma de campana quadrada. De cadascuna de les quatre cantonades inferiors del cub hi penja una tija que té un més tentacles llargs i prims. El costat superior de la campana es plega cap dins per formar una obertura coneguda com a velarium, que limita l'obertura de la campana i crea una corrent forta. Com a resultat, les cubomeduses es poden moure més ràpidament que altres meduses, amb velocitats registrades de fins a 6 metres per minut.
Al centre de la part inferior de la campana hi ha un apèndix mòbil anomenat manubrium que recorda la trompa d'un elefant i al final del qual es troba la boca. L'interior de la campana es coneix com la cavitat gastrovascular. Es dividit per quatre septes equidistants en un estómac central i quatre bosses gàstriques. Les vuit gònades es troben disposades en parelles a cada costat dels quatre septes. Els marges dels septes presenten paquets de petits filaments gàstrics que contenen cnidòcits i glàndules digestives i ajuden a sotmetre la presa. Cada septum s'estén a un embut septal que s'obre cap a la superfície oral i facilita el flux de líquid cap a dins i fora de l'animal.
El sistema nerviós de les cubomeduses està més desenvolupat que el de moltes altres meduses. Posseeixen un anell nerviós al voltant de la base de la campana que coordina els seus moviments pulsants, una característica que només comparteixen les meduses corona. Mentre que algunes altres meduses tenen ocel·ls simples, les cubomeduses són úniques en el fet que posseeixen ulls veritables, amb retines, còrnies i cristal·lins. Els seus ulls se situen en grups anomenats ropal·lis, situats en bosses a mig camí de les superfícies planes i exteriors de la campana. Cadascun conté dos ocel·ls ropal·lials amb cristal·lins, un dirigit cap amunt i l'altre cap avall i endins cap al manubrium. Això permet a l'animal veure punts de llum específics, a diferència de simplement distingir entre la llum i la foscor. Les cubomeduses també tenen vint ocells (ulls simples) que no formen imatges, sinó que detecten la llum i la foscor. Per tant, tenen un total de vint-i-quatre ulls. Prop del ropal·li es troben els estatocists que detecten l'atracció gravitacional i ajuden l'animal a orientar-se.
Les cubomeduses també mostren comportaments complexos, probablement guiats visualment, com ara l'evitació d'obstacles i la natació direccional ràpida. La investigació indica que, degut a la quantitat de cèl·lules nervioses ropal·lials i al seu arranjament general, el processament visual i la integració, almenys parcialment, té lloc als ropal·lis de la cubomedusa. El seu sistema nerviós complex suporta un sistema sensorial relativament avançat en comparació amb altres meduses, amb un comportament que s'ha descrit com actiu i similar als dels peixos.
Algunes espècies tenen tentacles que poden arribar fins als 3 metres de longitud i poden pesar fins a 2 quilograms.

## Taxonomia
Cap al 2007 hi havia com a mínim 36 espècies de cubomedusa conegudes. Des d'aleshores s'han descrit algunes famílies, gèneres i espècies noves, encara que es probable que encara restin espècies sense descriure.
Classe Cubozoa
- Ordre Carybdeida
  - Família Alatinidae
  - Family Carukiidae
  - Family Carybdeidae
  - Family Tamoyidae
  - Family Tripedaliidae
- Order Chirodropida
  - Family Chirodropidae
  - Family Chiropsalmidae
  - Família Chiropsellidae